# Elżbieta Pruska
Elżbieta Maria Karolina Wiktoria Pruska (ur. 18 czerwca 1815 w Berlinie, zm. 25 marca 1885 w Bessungen) – księżna Hesji i Renu, córka ks. Wilhelma Hohenzollerna, od 1836 żona ks. Karola Heskiego, z którym miała czworo dzieci:
- wielki książę Ludwik IV Heski,
- książę Henryk Ludwik Heski(inne języki),
- księżniczka Anna Heska,
- książę Wilhelm Heski[1].

## Odznaczenia
Do 1879:
- Krzyż Wojskowy Sanitarny (Hesja)
- Order Luizy (Prusy)
- Krzyż Zasługi dla Kobiet i Dziewcząt (Prusy)
- Order Teresy I Klasy (Bawaria)
- Krzyż Zasługi 1870-1871 I klasy (Bawaria)
- Order Korony Wendyjskiej I Klasy (Meklemburgia)
- Order Świętej Katarzyny Męczennicy I Klasy (Rosja)